# Chminianska Nová Ves
Chminianska Nová Ves és un poble i municipi d'Eslovàquia. Es troba a la regió de Prešov, al nord del país.

## Història
La primera referència escrita de la vila data del 1248.

## Demografia
| Godina             | 1994 | 2004    | 2014   | 2024   |
| ------------------ | ---- | ------- | ------ | ------ |
| Nombre de persones | 1085 | 1224    | 1289   | 1291   |
| Diferència         |      | +12,81% | +5,31% | +0,15% |

| Godina             | 2023 | 2024   |
| ------------------ | ---- | ------ |
| Nombre de persones | 1278 | 1291   |
| Diferència         |      | +1,01% |